# Schatzalp-Bahn
Schatzalp-Bahn er en kabelbane, der forbinder Davos i Schweiz med den sydvendte skråning, Schatzalp, højt over byen.
På Schatzalp ligger det faschionable Hotel Schatzalp, opført i jugendstil. Der findes endvidere en alpin have, Alpinum, samt et par skilifte, der fører op til det gode skiterræn over hotellet. Disse skilifte har kun åbent i vinterhalvåret.
Schatzalp Bahn ejes af Hotel Schatzalp. Kabelbanen forbinder hovedgaden i Davos-Platz med hotellet, der ligger i skovkanten 300 meter over byen.

## Historie
Byggeriet af Schatzalp-Bahn tog sin begyndelse den 29. april 1899 og var færdiggjort til jul samme år. Hotellet er påbegyndt året efter. Den første af de tilknyttede skilifte blev anlagt i sommeren 1937 da skiturismen i området var ved at komme i gang.

## Stationerne

### Dalstationen
Den nederste af kabelbanens stationer, dalstationen, ligger i en smøge ved byens hovedstrøg. Ved stationen ligger den kraftige el-motor og banens automatik. Der er billetsalg på stedet.

### Topstationen
Ved den øverste ende af Schatzalp-Bahn ligger topstationen. Her er der endvidere en stor panoramarestaurant (ligger ovenpå stationen) med souvenirsalg og toiletadgang. Nær topstationen ligger føromtalte Hotel Schatzalp og den alpine botaniske have foruden et stort legeområde for børn. Den botaniske have er åben fra medio maj til medio oktober.

## Tekniske data
- Byggeår: 1899, herefter løbende vedligeholdt/renoveret
- Banetype: Étsporsbane med vigespor midtvejs
- Sporvidde: 1 meter (smalsporsbane)
- Kote f. dalstationen: 1.557 m.o.h.
- Kote f. topstationen: 1.861 m.o.h.
- Niveauforskel dal/top: 304 meter
- Banens længde: 712 meter
- Turens varighed: 4 minutter hv. vej
- Max stigningsgrad: 47,3 %
- Antal vogne: 2

## Køreplan
Schatzalp-Bahn kører normalt dagligt fra påske til udgangen af oktober efter flg. plan:
08.00 til 10.00 – hvert 20. minut
10.00 til 19.00 – hvert kvarter (ingen frokostpause)
19.00 til 23.00 – hvert 30. minut
En tur varer ca 4 minutter. Der kan arrangeres specielle afgange efter aftale, fx ved større arrangementer eller fester på hotellet.
Det er ikke længere muligt at få mountainbikes med banen i nedadgående retning.

## Priser
Billetpriserne i foråret 2011 er:
- Voksne: Enkeltbillet 8,00 CHF, Returbillet 16,00 CHF
- Unge (12-17 år): Enkeltbillet 6,00 CHF, Returbillet 12,00 CHF
- Børn (6-11 år): Enkeltbillet 4,00 CHF, Returbillet 8,00 CHF
- Børn under 6 år gratis

- Gruppebillet (20 personer eller derover): Enkeltbillet 7,00 CHF, Returbillet 14,00 CHF

Enhver, der køber en overnatning i et af Davos' hoteller eller i et af de mange øvrige overnatningssteder får automatisk et kort der giver gratis adgang til samtlige kabelbaner, svævebaner og buslinier i området. Dette kort gælder også ved transport med Schatzalp-Bahn.

## Links
- Hotel Schatzalp og Schatzalp-Bahns hjemmeside
- Kabelbanen på FUNIMAG
- Kabelbanen på Lift-World

46°47′58″N 9°49′05″Ø / 46.7994°N 9.818°Ø